# Franco Ionta
Franco Ionta (Casale Monferrato, 9 novembre 1950) è un magistrato italiano esperto di terrorismo, dal 2008 al 2012 è stato direttore del Dipartimento dell'amministrazione penitenziaria.
Entrato in magistratura nel 1976, dal 1977 è stato sostituto procuratore a Nuoro e dal 1983 a Roma, dove indaga su casi giudiziari con riflessi internazionali (organizzazione Gladio, apparato paramilitare del PCI, Crisi di Sigonella, omicidi di Ilaria Alpi e di Nicola Calipari).
Nel 1998 sostiene l'accusa contro Hashi Omar Hassan chiedendone la condanna all'ergastolo per l'omicidio di Ilaria Alpi. Il cittadino somalo, ingiustamente accusato da un teste inattendibile , viene condannato in Appello a 26 anni, dopo essere stato assolto in primo grado. Hassan sarà definitivamente scagionato in seguito alla revisione del processo, dovuta a un'inchiesta della giornalista di Rai 3 Chiara Cazzaniga, che riesce a contattare in breve tempo un teste giudicato per anni come irreperibile dalla Procura; rilasciato dopo 17 anni di ingiusta detenzione, Hashi Omar Hassan è risarcito con oltre 3 milioni di euro dallo Stato Italiano. 
Diviene magistrato di Cassazione e dal 27 luglio 2007 è stato Procuratore aggiunto a Roma, dove ha coordinato indagini di terrorismo (omicidi di Aldo Moro e Massimo D'Antona).
Dal 2008 al 2012 è stato Capo del Dipartimento dell'amministrazione penitenziaria.
Dal 2012 il nuovo Capo della Procura di Roma Giuseppe Pignatone lo incarica delle indagini su immigrazione clandestina e prostituzione, nonché di guidare l'Ufficio esecuzione delle pene.
Intervistato nel 2019, dichiara che “i giudici non debbano esprimersi pubblicamente sulle inchieste di cui sono titolari”.